# Nabiha
Nabiha Bensouda, plus connue sous le seul nom de Nabiha, est une auteure-compositrice-interprète danoise née en 1986. Elle a sorti deux albums, Cracks en 2010 et Mind the Gap en 2013, tous deux ayant atteint le top 20 des classements musicaux danois. Plusieurs de ses chansons ont aussi atteint le top 10 du classement danois des singles.

## Jeunesse
Nabiha est née en 1983 à Copenhague dans le quartier de Vesterbro, d'un père aux origines gambiennes et marocaines, et d'une mère aux origines danoises et maliennes,.

## Carrière musicale
Nabiha prend en 2006 le nom de scène « Tiger Lily », mais l'abandonne en 2009, peu de temps avant la sortie de son premier album, Cracks, en 2010,. Ce dernier est un succès au Danemark, et il est alors réédité pour une diffusion à l'international, sous le titre More Cracks. Son deuxième album, Mind the Gap, sorti en 2013, est devenu disque de platine au Danemark.

## Discographie
- Cracks (2010)
- More Cracks (2011), réédition à l'international de Cracks.
- Mind the Gap (2013)